# José de Vargas Ponce
José de Vargas Ponce (Cadis, 10 de juny de 1760 - Madrid, 6 de febrer de 1821) fou un marí de guerra, polític, poeta satíric i erudit il·lustrat espanyol.

## Biografia
Després d'estudiar Matemàtiques, Humanitats i Llengües, es va revelar com un destre matemàtic, deixeble de Esteban Carratalá i Vicente Tofiño de San Miguel.
El 4 d'agost de 1782 va ingressar com a guardiamarina, el mateix any en què li va premiar la Reial Acadèmia Espanyola el seu Elogio de Alfonso el Sabio i el mateix any en què va participar en el setge de Gibraltar i va lluitar en el cap d'Espartel. Aquests mèrits li van valer ser ascendit a alferes de fragata.
Va ingressar en 1786 en la Reial Acadèmia de la Història, per la qual va escriure les normes directrius del Diccionario Geográfico de España i va treballar en un Diccionario náutico que no va arribar a aparèixer. Va publicar un Plan de educación para la nobleza en 1786. Va treballar en l'observatori de Cadis i va realitzar en 1789 al costat de Banzá i el marí i matemàtic Vicente Tofiño l' Atlas marítimo de España, on es determinen posicions astronòmiques i apareixen per primera vegada rumbs de les costes d'Espanya. En 1787 va publicar la seva Descripción de las islas Pithiusas y Baleares. Va ingressar en 1789 en l'Acadèmia de Sant Ferran. Va publicar diversos discursos en 1789 i 1790.
Entre 1792 i 1797 era tinent de navili i es cartejava amb Jovellanos. Va participar en la guerra contra la República Francesa, ocupació de Toló i comissions a Itàlia. Va estar també destinat a Múrcia i Llevant, la qual cosa va aprofitar per realitzar recerques arqueològiques que va lliurar després al consistori de Cartagena. En 1797 Jovellanos el va nomenar membre de la Junta d'Instrucció Pública que va elaborar el Reglamento de la Escuela de Pajes. El 15 d'abril de 1798 se li va ordenar escriure la història de la Marina espanyola però, bandejat de Madrid en 1799, va treballar a Catalunya i a Euskalerria investigant per a aquesta comesa i altres de naturalesa més pràctica. Concretament a Guipúscoa, la seva missió era la de subministrar al Govern de Godoy informació procedent dels arxius municipals per provar la tesi que en 1200 la Província va ser senzillament conquistada, per la qual cosa els furs no serien més que privilegis concedits pels reis castellans que es podien donar i prendre. En 1804 publicà la tragèdia Abdalaziz y Egilona i fou elegit director de l'Acadèmia de la Història.
En 1805 és ja capità de fragata. En 1807 publica Importancia de la historia de la marina española i les biografies dels marins Pero Niño en 1807 i Pedro Navarro en 1808. Aquest darrer any també publicà La instrucción pública, único y seguro medio de la prosperidad del estado. Va traduir la Historia general de la marina de todos los pueblos de Boismele i va col·laborar amb el règim de Josep Bonaparte des de la Junta d'Instrucció Pública, per la qual va redactar un important Informe, datat el 3 d'octubre de 1810.
Només tardanament es va incorporar al bàndol patriota i va formar part de la Comissió d'Instrucció pública de les Corts de Cadis al costat de Martín González de Navas, Eugenio de Tapia, Diego Clemencín Viñas, Ramón Gil de la Cuadra i Manuel José Quintana, signant l'Informe Quintana al setembre de 1813. Va fundar el Diario Militar en 1812 i en 1813 va publicar a Madrid El peso-duro. Aquest any va ingressar en la Reial Acadèmia Espanyola.
Va ser diputat liberal per Madrid en 1813. La reacció de 1814 el va confinar a Sevilla, on va treballar a l'Arxiu d'Índies, i a Cadis; en aquesta última ciutat va publicar El Tontorontón i El Varapalo en 1818; va aprofitar també per publicar un Estudio sobre la vida y obras de don Alonso de Ercilla, sense any; va ser diputat una altra vegada en 1820 i en aquest any va publicar diversos dictàmens i Los ilustres haraganes, o Apología razonada de los mayorazgos.
Va morir en 1821. Va deixar nombroses obres inèdites, moltes de les quals es van publicar després, però encara queda bastant; molts dels seus papers es troben en el Dipòsit Hidrogràfic. Leopoldo Augusto de Cueto va publicar bona part de la seva obra poètica.
Home de gran curiositat intel·lectual i capacitat de treball, va intervenir a més en la redacció de noves ordenances per a la Marina i en la reorganització de l'Acadèmia de la Història. Va treballar al costat de Melchor Gaspar de Jovellanos en temes educatius i va freqüentar l'amistat d'alguns il·lustrats com Juan Agustín Ceán Bermúdez, Villanueva, Nicolás de Azara (a qui va visitar en 1800) i gent propera a Goya, qui va fer un retrat seu en 1805, on no apareixen les mans, per exprés desig del retratat que no volia pagar el preu extra que suposaven. Va presidir l'Acadèmia de la Història en tres ocasions.

## Obres
- Obras escogidas. Edición, introducción y notas de Fernando Durán López, Sevilla: Fundación José Manuel Lara (Clásicos Andaluces), 2012. Conté:
  - Noticia de las tareas y comisiones del capitán de fragata don José de Vargas y Ponce
  - Carta a Cadalso
  - Vejamen a la tertulia de clérigos de Cádiz. Misión a la luna.
  - Elogio de don Alonso el Sabio
  - Oda en el gozo de oír la noticia del nacimiento de los dos Infantes
  - Discurso leído a la Sociedad Matritense de los Amigos del País, sobre la serie de sucesos que originaron estos establecimientos y las ventajas que proporcionan
  - Declamación contra los abusos introducidos en el castellano, presentada y no premiada en la Academia Española (fragmentos)
  - Respuesta a la censura de Abdalaziz y Egilona
  - Abdalaziz y Egilona. Tragedia
  - Proclama de un solterón a las que aspiren a su mano (1808)
  - Alocución a la Academia de la Historia al volver a su seno segunda vez diputado en Cortes por la provincia de Madrid
  - Los ilustres haraganes o apología razonada de los mayorazgos
  - Discurso contra los mayorazgos
- Elogio de Alfonso el Sabio, 1782.
- Descripciones de las islas Pithiusas y Baleares, 1787.
- Declamación sobre los abusos introducidos en el castellano, presentada y no premiada en la Academia Española, 1791.
- Proclama de un solterón, 1827, poema burlesco en octavas reales.
- Disertación sobre las corridas de toros, escrita el 1807 i publicada a Madrid, per la Real Academia de la Historia, el 1961.
- Descripción de Cartagena, Murcia, 1978
- Vida de Lucio Marineo Sículo
- Abdalaziz y Egilona, tragèdia neoclásica.